# 天主教根特教区
天主教根特教區（拉丁語：Dioecesis Gandavensis）是羅馬天主教在比利時的一個教區，屬梅赫倫-布魯塞爾總教區，1559年5月12日成立。
教區範圍包括東佛蘭德省及茲韋恩德雷赫特。2011年，有1,051,000名教友，佔轄區總人口71.3%，有427個堂區、544名司鐸、88名終身執事、234名修士和1,414名修女。現任教區主教為洛德·凡-赫克，榮休主教為阿爾蒂爾·勒伊斯特爾曼和路加·凡-羅伊。